# 国際モータースポーツ協会
国際モータースポーツ協会（英: International Motor Sports Association）は、フロリダ州デイトナビーチに拠点を置く、米国の自動車レース統括団体である。略称はIMSA（イムサ）。

## 概要
SCCA（スポーツ・カー・クラブ・オブ・アメリカ）の元常務取締役であったジョン・ビショップと彼の妻ペギー・ビショップによって、NASCARのビル・フランス・シニアの援助を受けて、1969年に創設された。
デイトナ24時間やセブリング12時間をメインに据えるプロトタイプカーレースを長年主催し、アメリカの耐久レース文化を守ってきた。現在IMSAは、ユナイテッド・スポーツカー選手権を運営し、NASCARが会社の一部門として所有している。またミシュラン・パイロットチャレンジなどのエントリーシリーズも開催している。

## 歴史

### IMSA GT選手権

1969年から2013年まで使用された、IMSAのロゴ

IMSA GT選手権が発足した1971年は6戦が行われた。当初の車両規定は国際自動車連盟(FIA)で規定されていたグループ2およびグループ4同様のものであったが、やがて・GTO(排気量2.5L以上のエンジンを搭載したグランドツーリングタイプの車、文字のOの 「2.5L以上」の意味)。・GTU(排気量2.5L以下のエンジンを搭載したグランドツーリングタイプの車。文字Uは「2.5L未満」の意味)・TO・TUの4つに分割された。
最初のチャンピオンは、ポルシェ・914/6 GTUのピーター・H・グレッグとハーレイ・ヘイウッドだった。IMSAの初期は、ポルシェ・911 カレラRSRとシボレー・コルベットが勝利することがほとんどであった。翌年キャメルが冠スポンサーとなり、シリーズは「キャメルGT」と呼ばれるようになった。
1975年に、GTOでポルシェの優位を打破するために「AAGT」（オール・アメリカン・グランドツーリング）と呼ばれる新しいカテゴリを導入した。
ターボチャージャーは、1977年の中頃までは認可されていなかったが、アル・ホルバートの優勝車であり、2つのタイトルをもたらしたシボレー・モンツァの検査の後、ポルシェのモータースポーツ部門の抗議により、認可されることとなった。1977年以前からポルシェを使用していたプライベーターは、時代遅れの911カレラRSR3.0で間に合わせなければならず、時には辛うじて勝利することもあったが、他のAAGT出場車との間で苦戦を強いられることとなった。
ターボ認可の結果、1978年から「GTX」（グランドツーリング・エクスペリメンタル：FIAの定めるグループ5を基にしたもの）として知られている新しい最上位のクラスはポルシェ・935が絶対的な優勢となった。その為主催者側はツインターボを禁止した。
勝利を経験したメーカーは他にマツダがある。マツダ・RX-2とRX-3により幾度か成功した後に、RX-7はデイトナ24時間レースで1982年から93年まで12年連続でGTUクラス優勝を飾り、1980年から1987年までGTUクラス（GTU：グランドツーリング・2リッター以下クラス）でマニュファクチャラーズタイトルを獲得した。RX-7は、IMSAレースにおいて他のモデルの車よりも多く勝ち続け、1990年9月2日に100勝目を挙げ、1995年までにIMSA合計117勝という輝かしい戦績を残した。
また、トヨタもガーニーフラップの考案者であるダン・ガーニーのオール･アメリカン・レーサーズとジョイントし、1987年にセリカでGTOクラスのタイトルを獲得した。

#### GTPクラス

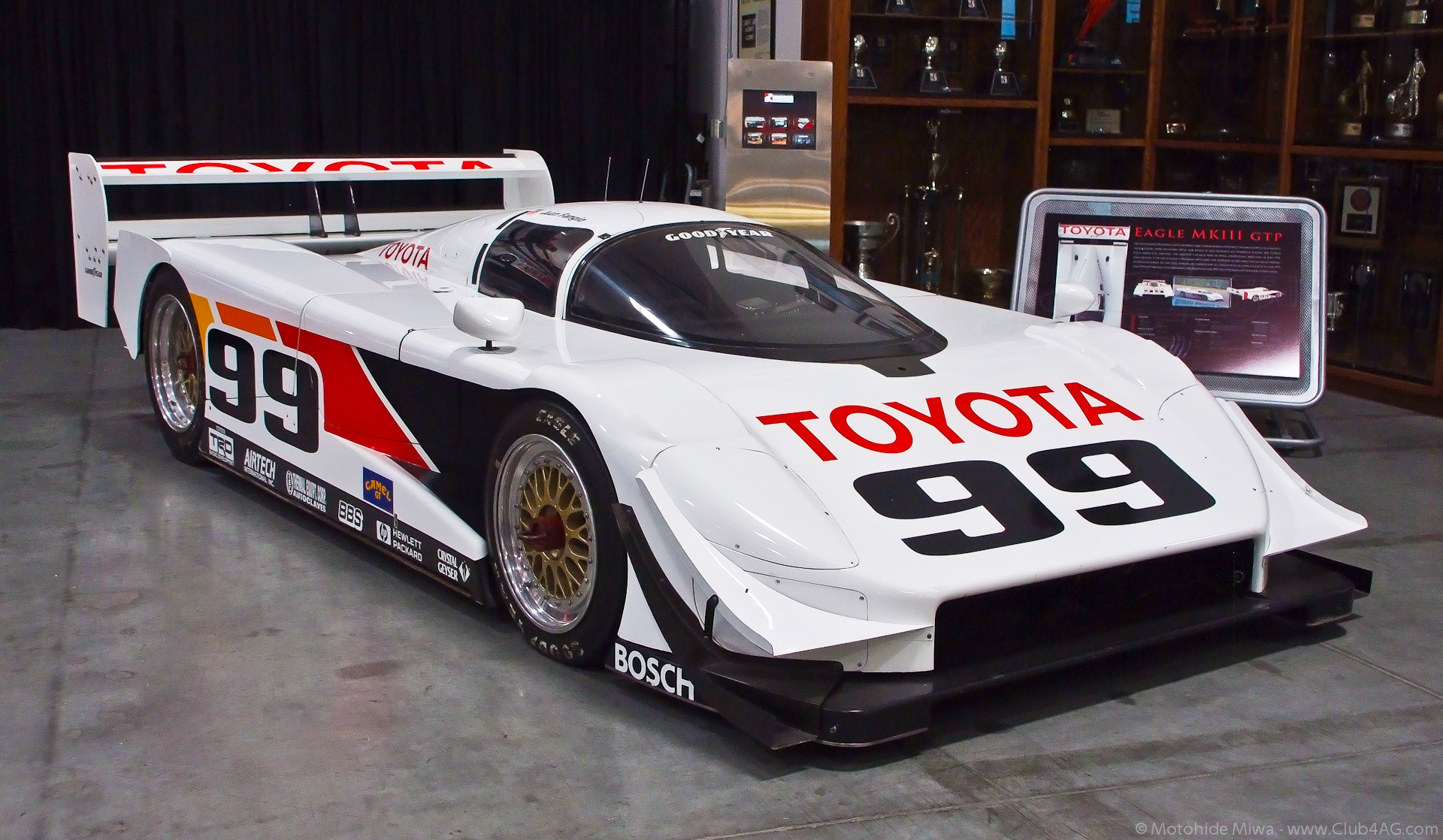
トヨタ・イーグル MkⅢ

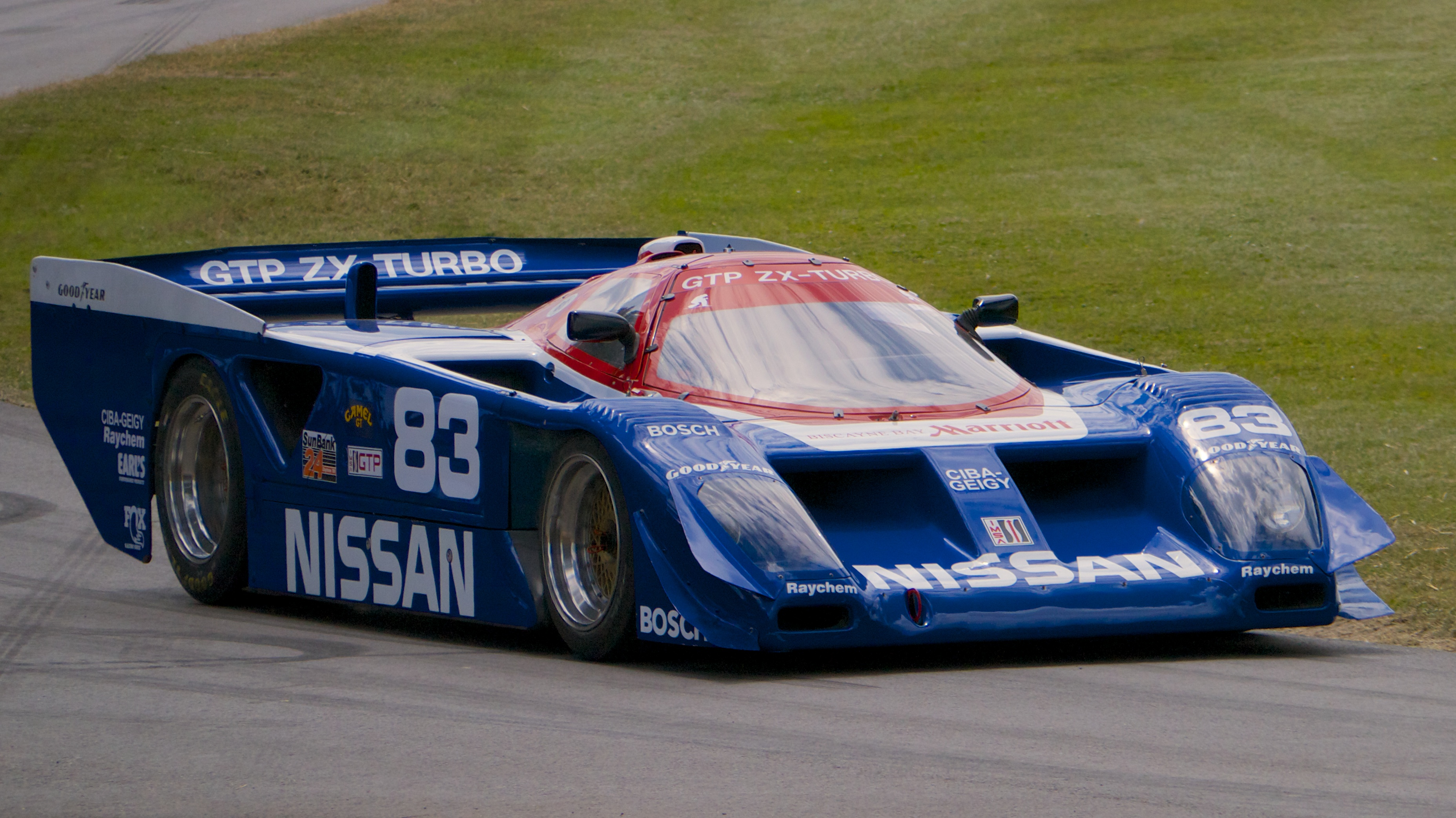
日産・GTP ZX-T

GTPのデカール (1986-1993)

1981年には、新しいプロトタイプカテゴリー「GTP」が登場した。この車は世界耐久選手権(WEC)で導入された新しいグループC規定と類似したものであるが、2つのカテゴリの主な違いは、燃料使用総量が規制されたグループCと異なり、GTPは燃費について規制が無かったことである。レーシングドライバーのデレック・ベルは「レースファンはエコランを見に来ているのではない」と強調した。他にも、GTPはガソリンタンク容量が20リッター多い120リッターであったことや、ツインターボが禁止されていたことなどがグループC(C1)と異なる。
1984年にはポルシェ・962が導入され、1985年から1987年までシリーズを支配した。この当時のIMSA-GTPシリーズには、ポルシェのほか、ザクスピード製作のフォード・プローブGTP、グループ44製作のジャガー・XJR-7、マーチ製作のBMW-GTP、ローラ製作のコルベットGTP(T610)、日産・GTP(T810)が参戦し、世界耐久選手権を上回る盛況を誇った。
1988年、WSPCを制覇したTWRジャガーが参戦、IMSA-GTPは益々激戦となる。しかしポルシェに代わり王座に就いたのは、エレクトラモーティブが走らせる日産・GTP ZX-Tであった。IMSA新記録の8連勝を含む参戦12戦中9勝の圧倒的強さで、ジェフ・ブラバムがドライバーズタイトルを獲得する。しかしクラシック耐久のデイトナ24時間、セブリング12時間への欠場、および台数のハンデのため、メイクス部門はポルシェにタイトルを死守される。
しかし翌1989年以降3年間はジャガー、ポルシェ、トヨタからの追撃をかわし、日産がシリーズを両部門とも制覇する。
一方でトヨタは1991年終盤にイーグル・MkIIIを投入。このマシンは高い戦闘力を発揮して1992年にダブルタイトルを獲得、1993年にはデイトナ含め、出場したレース全勝でタイトルを連覇した。しかし1991年にFIAがスポーツカー世界選手権をF1振興を目的に軽量シャシー（ハイコストなカーボン前提)に3.5L NAエンジン化（F1参画前提)を発表、これがコストはもちろん、各メーカーのアイデンティティの象徴である自社製エンジンが使えない、ということで他のメーカー次々に撤退。もちろんIMSAにも飛び火し、1993年でGTPクラスは終焉を迎えた。

#### WSCクラス

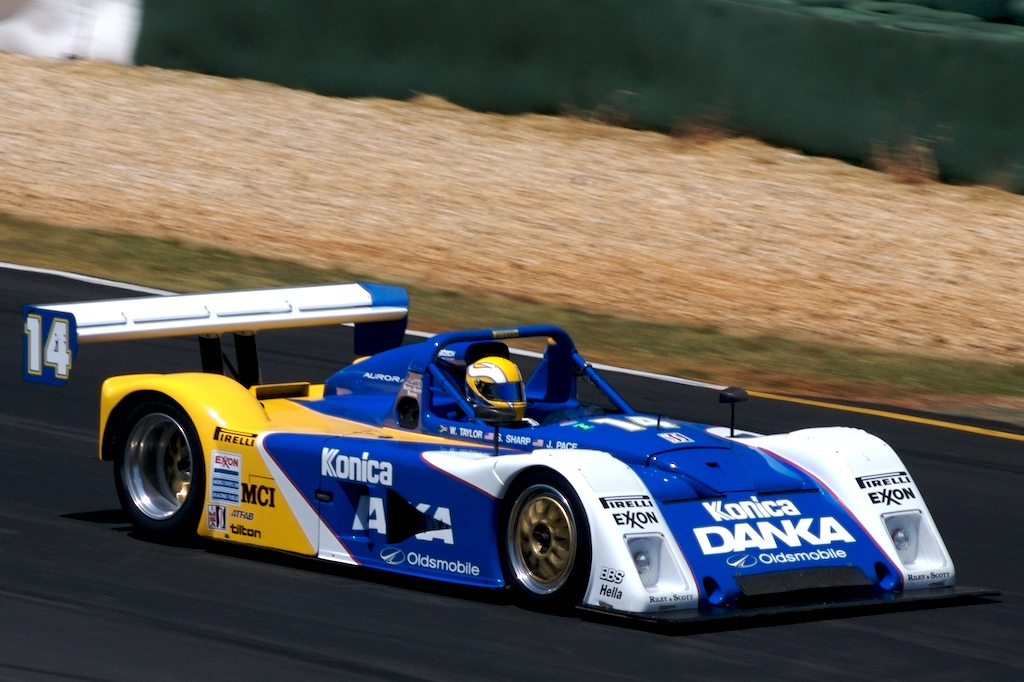
ライリーアンドスコット・MkⅢ

コストの上昇とメーカー系ワークス・チームの離脱により、シリーズへの出場チームが減少したのに伴い、IMSAは1993年にWSC（ワールド・スポーツカー）と呼ばれる新プロトタイプカテゴリーを導入し、翌年よりGTPクラスおよびGTPライトクラスのクローズドボディの車両を置き換えることとした。WSC用車両はオープントップ、フラットボトムの車両で、GTP用車両がレース専用に製作されたエンジンを搭載するのに対して、量産車用のエンジンをチューニングしたものを搭載した。その後、フェラーリ・333SPとライリーアンドスコット・MkⅢ（オールズモビル/フォード）が、1995年から1998年終わりのIMSAの終焉まで、WSCクラスの主要なマシンとなった。
1987年にビショップは心臓手術が成功した後、自分の優先事項を再考し始めた。彼はIMSA セントピーターズバーグGPの所有者であるマイクコーンと、ジェフパーカーから連絡を受けた。
1989年1月、ビショップとフランスはシリーズをコーンとパーカーに売却し、ビショップは会長を辞職した。新しいオーナーは、IMSA本部をコネチカットからタンパベイに移転した。その後コーンとパーカーはシリーズをビジネスマンのチャールズ・スレーターに売却した。
1996年、チャールズ・スレーターは組織をロベルト・ミュラー（リーボックの元CEO）とウォール街の金融業者でインディカーのチームオーナーで、スカンディアWSCチームのオーナードライバーでもあったアンディ・エバンスに売却した。エバンスはIMSAから、プロフェッショナル・スポーツカー・レーシング（PSCR）に名称を変更した。
1990年代のシリーズは複数の所有権が交錯した状況、およびPSCRへの改名と、変化に富んだものとなった。

### アメリカン・ル・マン・シリーズ

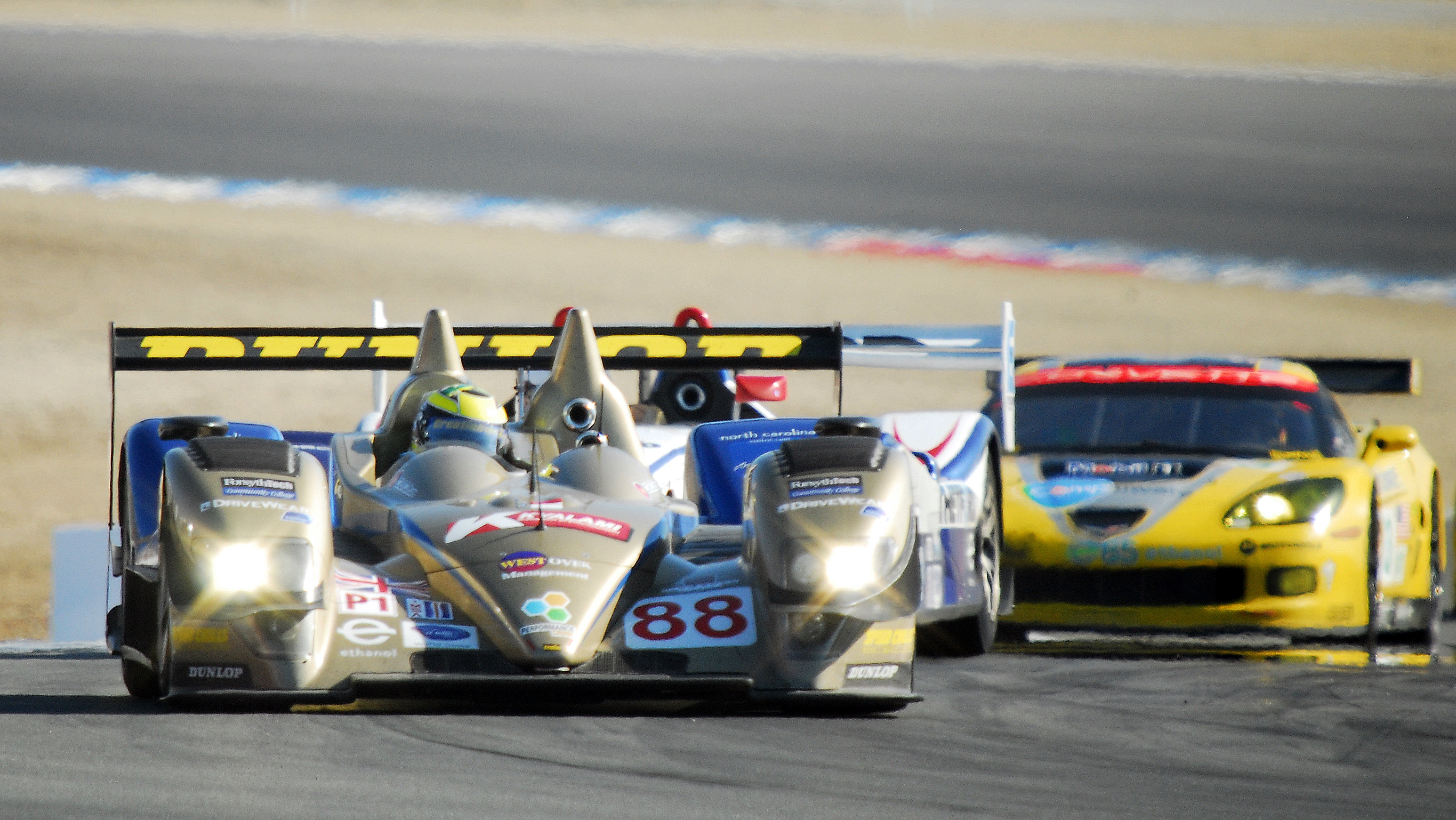
2008年 ラグナセカ ポルシェ・RSスパイダー

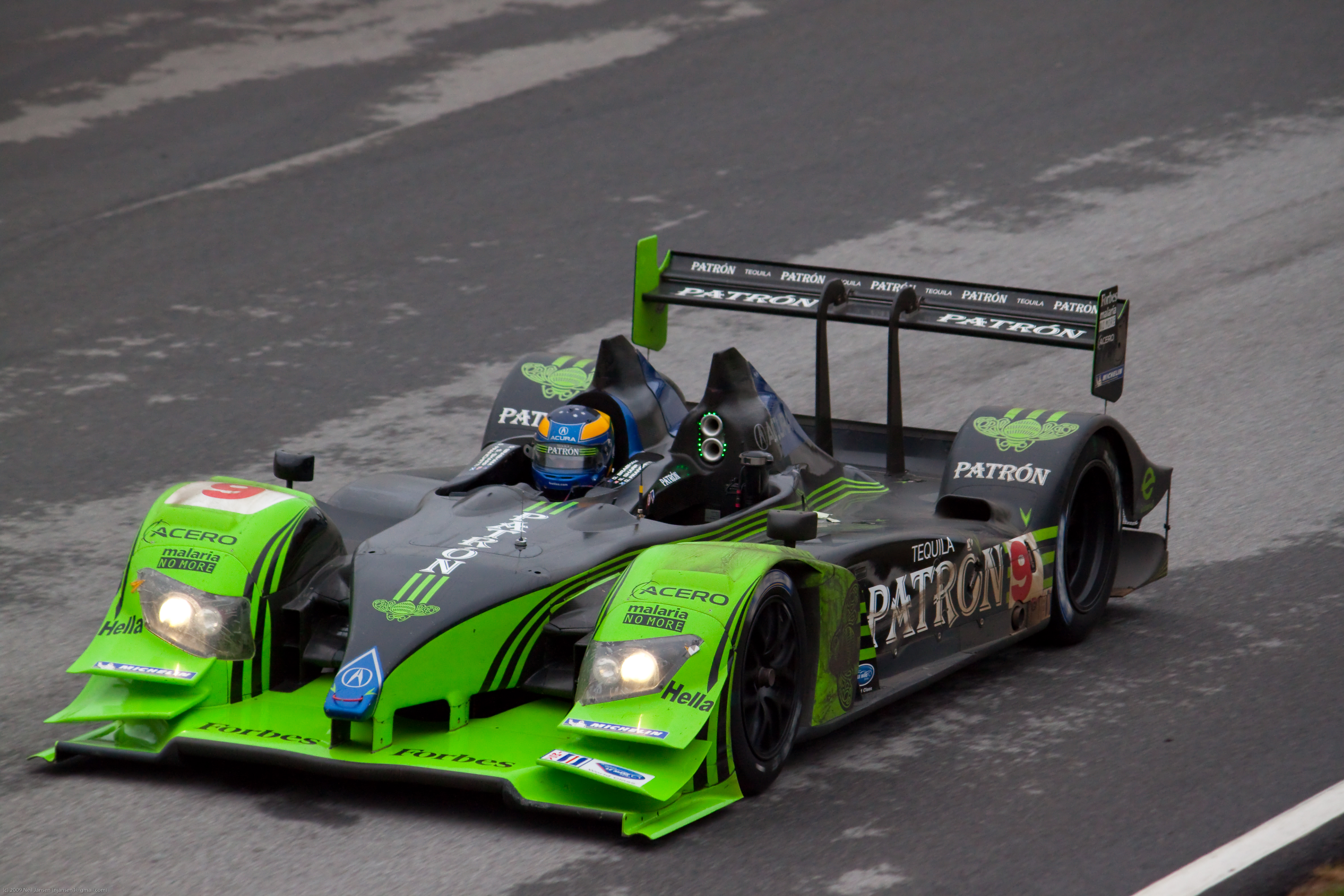
2009年 アキュラ・ARX-02

1998年、ドン・パノスはル・マン24時間レースの主催者であるフランス西部自動車クラブ（ACO）と提携し、自身の所有するロード・アトランタでプチ・ル・マンを開催し、1998年のIMSA GT選手権の1戦として初開催のプチ・ルマンの成功させた。1998年限りでIMSA GT選手権は終了となり、翌年から新シリーズの、アメリカン・ル・マン・シリーズ（ALMS）が開催された。ACOは、創設者のドン・パノスにル・マンの名前をライセンス供与し、ル・マンのレギュレーションに沿った車両によるシリーズを創設した。チームオーナーと経営陣からの多大な重圧を受けていたアンディ・エバンスは、PSCRを2001年にドン・パノスに売却した。これにより1999年以来、PSCRによって認可されていたALMSを、パノスによる体制に固めた。パノスは組織名を再びIMSAに改名し、ALMS、スター・マツダシリーズ、パノス・GTプロシリーズの公式認可組織となった。ALMSはル・マン24時間レースに基づいた規制を使用しているが、2005年にパノス側とACOとの関係に問題が生じた。
ALMSとACOの間には関係開始以来いくつかの点において意見の相違が見られ、この紛糾もあってエントリー数が予想よりも少なくなってしまった。 これを受けてALMSは、エントリーを増加させるため、ACOの規則に適合しない車両が2005年シーズンに参戦することを、ACOの意向に反して決定した。これによりポルシェが元々プライベーター向けのカテゴリー設計だったLMP2クラスの有利さに気が付き、トップカテゴリーではなくLMP2(ポルシェ・RSスパイダー)で復帰し、総合優勝を争うマシンとして大活躍した。さらに2006年にはいくつかの新型のシャシーが参戦可能になることが告知されると、ALMSが再興するのではないかという楽観的なムードに包まれたが、結局それほど大きな効果はなく2010年をもってポルシェはLMP2から撤退した。

#### グランダム・シリーズ

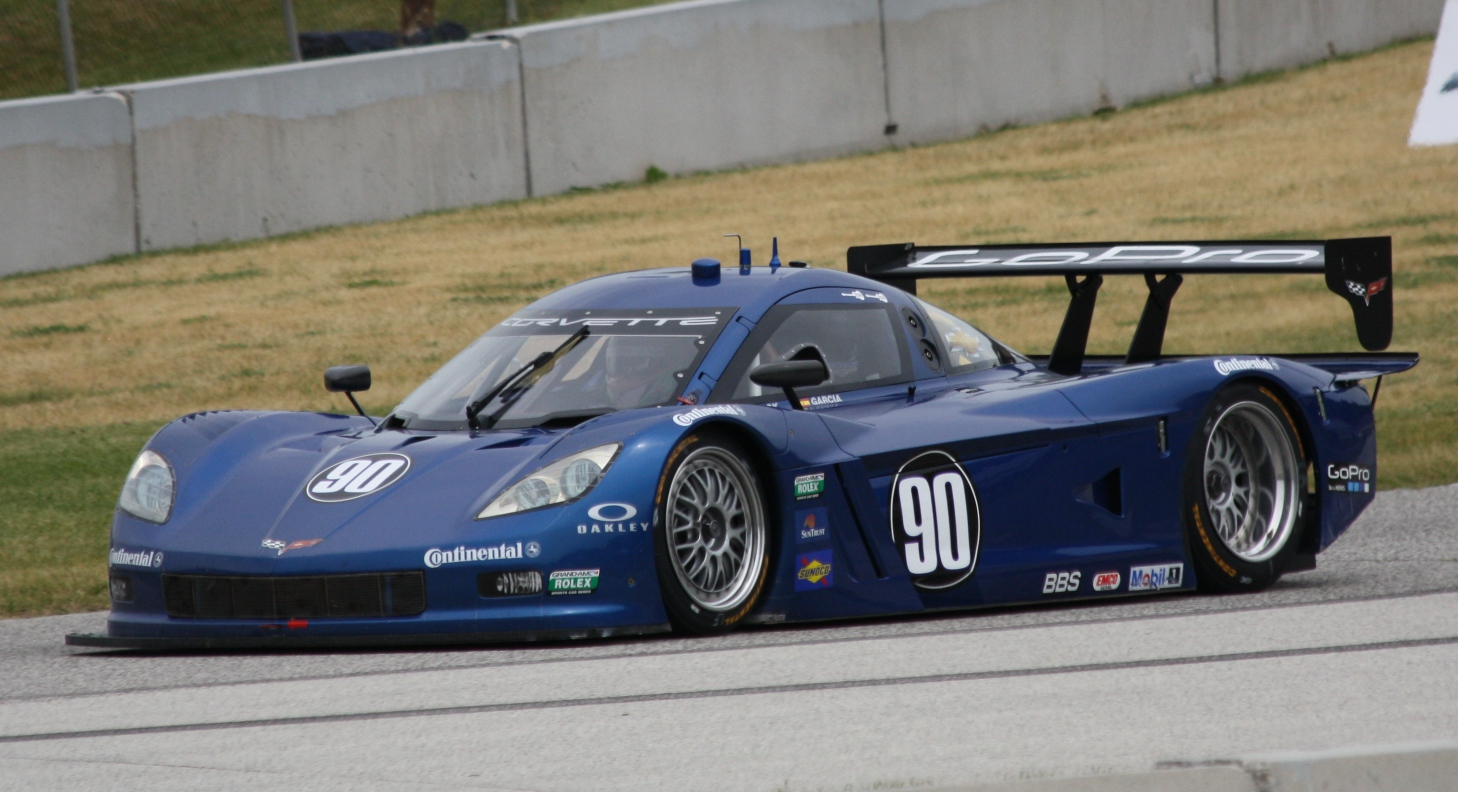
2012年 ロードアメリカ コルベット・DP

1998年からPSCRから別れ、USRRCという名でスポーツカー・クラブオブ・アメリカ（SCCA）の認可を受け、アメリカンスタイルのカーレースを維持したいと考えた競合するグループによって結成されたシリーズは、1999年で失敗に終わった。次にNASCARのジム・フランスから全面的な支援を受けてグランド・アメリカン・ロードレーシング（グランダム）を設立、2000年から、ロレックス・スポーツカー・シリーズ（グランダム・シリーズ）を運営した。グランダムは初期のころは苦戦していたが、後に有名なドライバー、広大なフィールド、僅差での勝負、安価な参戦コスト、さらにはデイトナ24時間レースを擁しているなどの点から、ALMSに対する強力なライバルとして存続した。2003年導入当初のデイトナ・プロトタイプは規定上、醜いスタイルだったが改定され、コルベット・DPに代表されるアイデンティティのある美しいマシンに変貌した。またGTクラスでは北米マツダとジョイントしたスピードソースチームのRX-8が活躍。デイトナ24時間では2度のクラス優勝を勝ち取った。しかしチャンプカーとインディ・レーシング・リーグ(IRL)との分裂状態と同様に、このような分裂状態は観客数、スポンサー、マスコミの報道の劇的な減少を引き起こし、アメリカの耐久レース文化に大きな悪影響を及ぼした。

### ユナイテッド・スポーツカー選手権

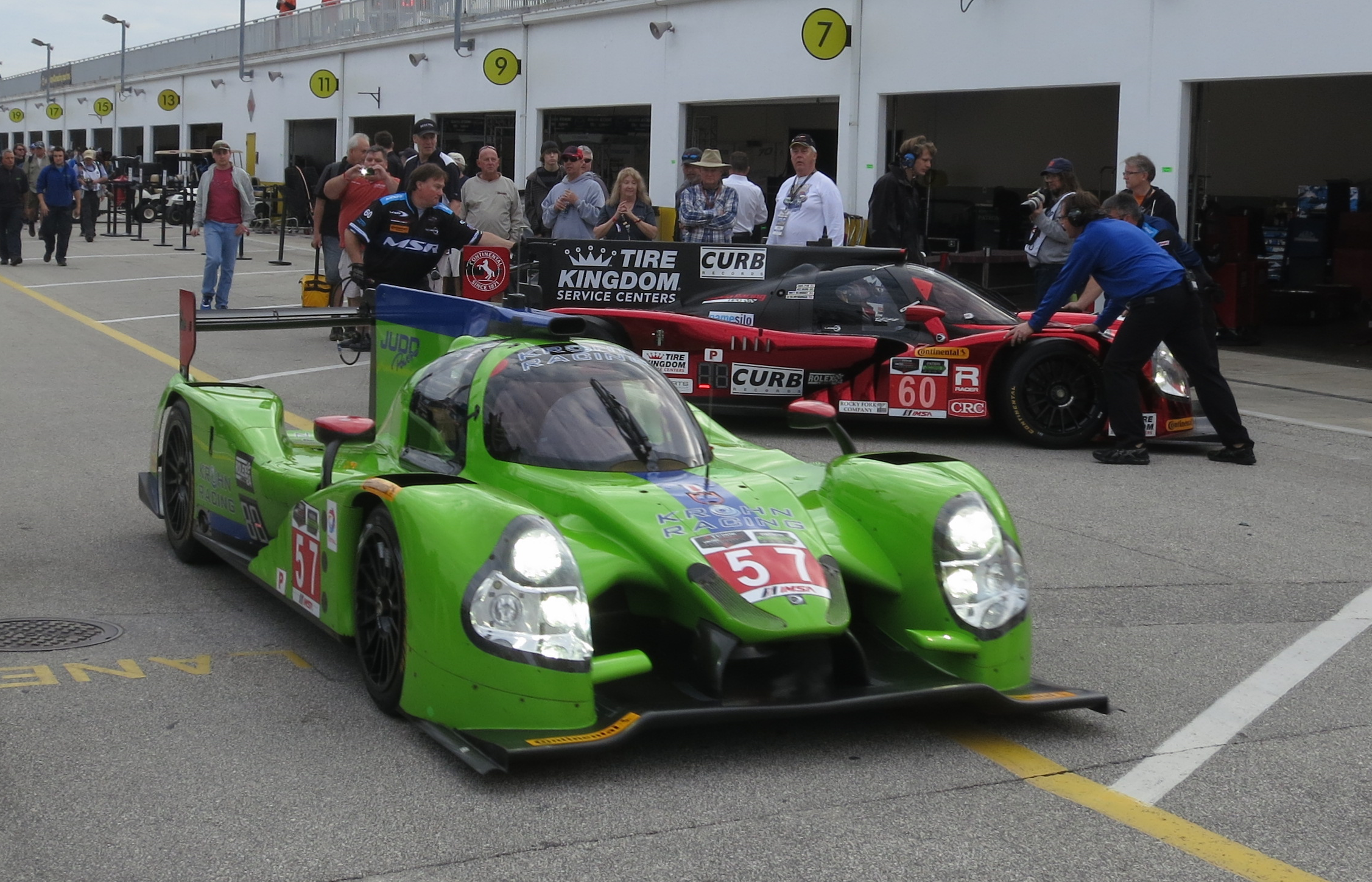
2015年 リジェ・JS P2-ジャッド

以後北米のスポーツカーレースシリーズは、ALMSとグランダム・シリーズという2つのシリーズが併存する状況が長く続いていたが、ドン・パノスはジョージア州ブラゼルトンを拠点とするALMSをグランドダム・ロードレーシングに売却し、それをNASCARが直接所有し、ALMSとグランダム・シリーズの合併を支援した。2012年9月に両シリーズの主催者が2014年からシリーズを統合することで合意、2013年3月、「ユナイテッド・スポーツカー・レーシング」の発足を発表した。同年9月には新名称が「ユナイテッド・スポーツカー・チャンピオンシップ」(以下USCC)となることが発表された。IMSAはNASCARの子会社として新シリーズを主催する。
2014年はチュードル、2016年からはウェザーテックがタイトルスポンサーとなっており、ユナイテッドを省いて【冠スポンサー】＋スポーツカーチャンピオンシップと呼ぶのが一般的である。IMSAのLMP1とグランダムのGXクラスは廃止され、デイトナ・プロトタイプとLMP2が混走するPクラスが頂点となり、IMSAのLMPC・GTクラスがそれぞれPC・GTLMクラス、IMSAのGTCとグランダムのGTが統合されGTDクラスとなった。
さらに合併に伴いドイツツーリングカー選手権（DTM）とも車両規定を統一することで合意、2015年または2016年にDTMスタイルのレースをUSCCと併催する形で開催する予定であると発表された。これにより予定されているこのレースにDTMや2014年に車両規定統合が決まっているSUPER GTのGT500クラスの車両が参戦できるようになり、最終的には3選手権のグローバル化が図られる見込みであったが、のちにこれらは全て白紙撤回された。

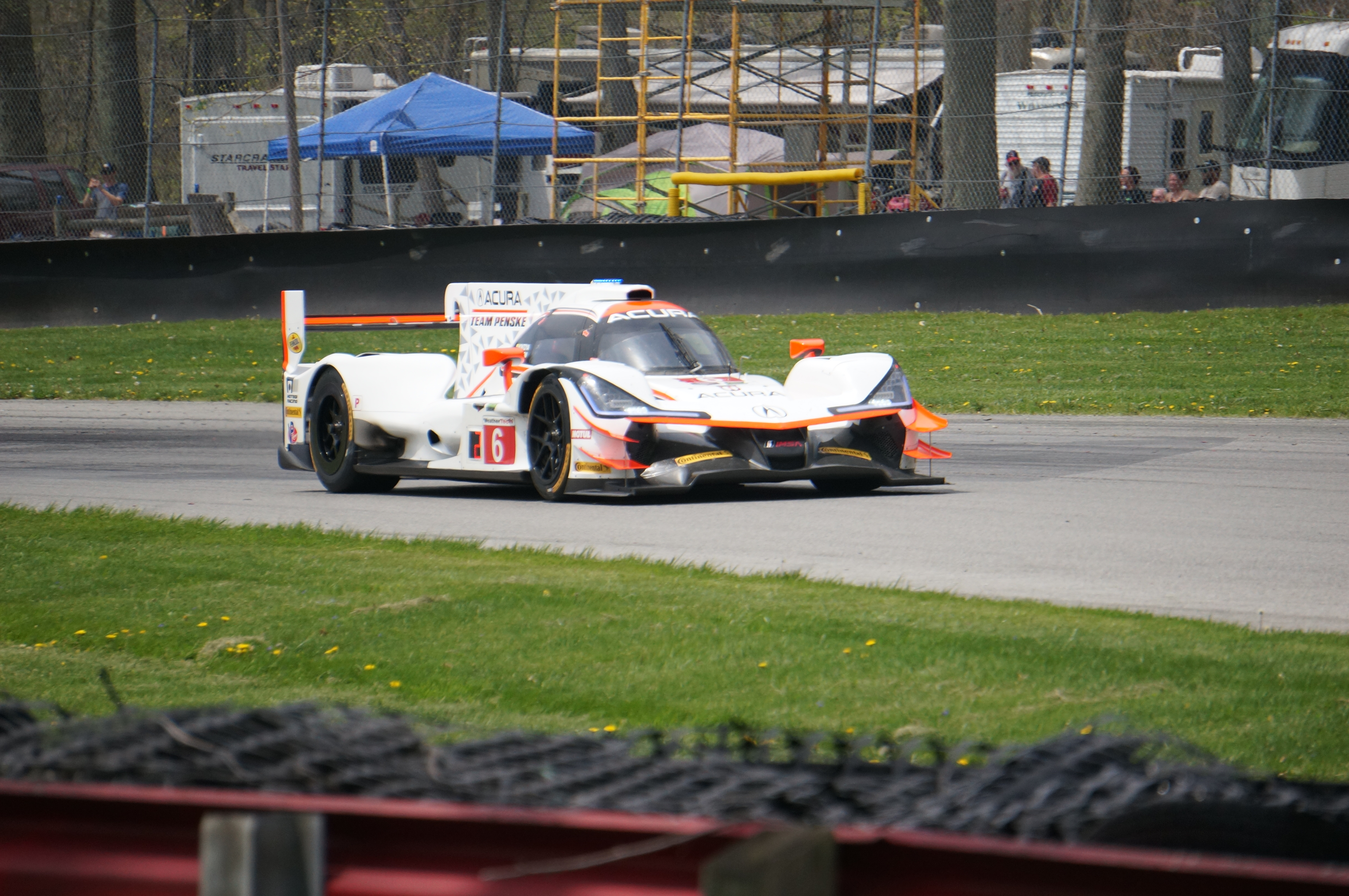
2018年 アキュラ・ARX-05

2017年にPCクラスが廃止され、プロトタイプのPクラス(2019年よりLMP2クラスが分離)、LM-GTE車両のGTLMクラス、GT3車両のGTDクラスに分かれており、LMP2、GT-LMマシンはWEC/ル・マンと共通の車両で参戦することが可能になっているため、欧州からの有力チーム・ドライバーの参戦も増加している。またPクラスはデイトナ・プロトタイプが廃止され、従来のLMP2に加えて、LMP2のシャーシをベースにメーカーが改造を施すDPi（デイトナ・プロトタイプ・インターナショナル）規定が2017年に導入され、これにキャデラック・日産、マツダが参戦。またアキュラも2018年にDPiに参入し、隆盛の兆しを見せている。
2020年に独自のプロトタイプ規定である『LMDh』を発表した。IMSAとFIA・ACOの合意によりLMH(ル・マン・ハイパーカー)/LMDh規定のマシンがル・マン24時間レース、デイトナ24時間レースなどに相互参戦することが認められている。
LMDhで2023年よりIMSAに、ポルシェ、アキュラ、BMW、キャデラックが参戦を表明している。
2021年、IMSAは2022年シーズンの同シリーズにGTデイトナPro（GTD Pro）クラスを新たに導入することを発表した。FIA-GT3マシンで争われるこのクラスは、GTEカテゴリーでオールプロが基本となる現行のGTル・マン（GTLM）クラスを置き換えることになった。